# Васил Стоянов (дизайнер)
Вижте пояснителната страница за други личности с името Васил Стоянов.
Васил Стефанов Стоянов е български дизайнер, изследовател и теоретик на приложните изкуства, преподавател, общественик и художник.
Бива наричан от мнозина художници „пионер на българския дизайн“. Автор е на многобройни реализирани в промишлеността индустриални форми, създател е на визуално-комуникационни системи, проектант е на пространства за търговски обекти, автор е на оформления на музеи, експозиции и изложби с културно, стопанско и търговско предназначение. Автор е и на лекционни курсове и академични програми по дизайн.

## Биография
Роден в Казанлък в семейството на държавен служител – баща му е писар в общината на града, Васил Стоянов завършва образование в градската гимназия и постъпва в Художествената академия в София (тогава ВИИИ „Николай Павлович“) в ателието на проф. Дечко Узунов. Завършва специалност „Живопис“, но още като студент работи интензивно в областта на приложната графика – книгооформление, плакат, търговска реклама. Интересите му се разширяват, включвайки пространствено оформление на панаири, музеи, изложби, магазини и др. Постига редица успехи в тези области, като например художественото оформление на археологическия музей в Сандански, къщата-музей на Гео Милев в Раднево, къщата-музей на Чудомир в Казанлък и др.; редица панаирни палати в Пловдив, участия в чуждестранни панаири и изложби в Будапеща, Нови Сад, Париж и др.
Васил Стоянов принадлежи към сравнително малка група художници в края на 50-те и началото на 60-те години на 20 век, които успяват да преодолеят скованите представи на тоталитарната общественост за социалната роля на художника и да създадат приемственост за новите и авангардни тогава течения в дизайна (т.нар. модернизъм). Докато почти всички дизайнери през 1960-те разгръщат само практическа (художествено-проектантска) дейност, Васил Стоянов посвещава заниманията си на организаторска, образователна и научно-педагогическа дейност в сферата на индустриалния дизайн, особено важна за стопанството и културата по това време.

## Просветна и научна дейност
От изключително значение за съвременната българска художествена култура е дейността му за внедряване на индустриалния дизайн като професионално-творческо поле в механизмите на политиката и държавната администрация на Народна република България. До голяма степен именно на неговите лични усилия и контакти се дължи фактът да се заговори за дизайн още в края на 1950-те години, да се предприеме разработването на държавни документи, с които дизайнът да е регламентиран като образование и професия. Освен участието в подготовката на всички основни държавни документи през 60-те и 70-те години на 20 век Васил Стоянов разгръща широка популяризаторска и лекционна дейност в различни промишлени предприятия и проектантски институти, в обществени организации и висши училища в България – ВИИИ, ВИАС, ЛТУ и др.
През 1964 г. Васил Стоянов полага основите на дизайнерското образование в страната – създава и организира специалност „Промишлени форми“ (сега спец. „Индустриален дизайн“) във ВИИИ „Николай Павлович“, в която преподава до края на дните си. През 1969 г. се хабилитира като редовен доцент с хабилитационен труд за Теорията на дизайна. И до днес този труд е не само актуален, но е от малкото теоретични разработки от областта на дизайна в страната. Посветен е на природата и същността на дизайна, на неговите методологически проблеми и на спецификата на дизайнерското формообразуване. Трудът му получава висока оценка и от проф. Короткевич, по онова време ръководител на специалност „Дизайн“ в Строгановската художествена академия в Москва.
Има основна заслуга за създаването на паралелка „Дизайн“ в Националната гимназия по пластични изкуства и дизайн „Академик Дечко Узунов“ в гр. Казанлък.

## Организаторска и административна дейност
От 1963 до 1973 година Васил Стоянов е главен специалист в „Комитета за научно-технически прогрес и висше образование“ и едновременно е секретар в „Съвета за промишлена естетика и главен секретар на „Националния център за промишлена естетика“. Безспорна заслуга на доц. Стоянов е утвърждаването на българския дизайн в международен контекст. „Съветът за промишлена естетика“ и СБХ стават членове на Международното сдружение на съветите по индустриален дизайн (ICSID). Това му позволява да участва в семинари и да влезе в контакт с чуждестранни академични среди. Повлиян е изключително от модернизма в изкуството, както и от философията на Баухаус.
Значима е дейността на Васил Стоянов и като секретар на секция „Приложни изкуства“ на СБХ. Още през 1961 – 1963 г. работи като ръководител на ателие „Ковано желязо“ при творческия фонд на СБХ. Член е на управителния съвет на СБХ и заместник-председател на Творческия фонд на СБХ. Като изтъкнат специалист в областта на дизайна той е поканен за член на Научния съвет на Института за изкуствознание към БАН. Към всичко това трябва да се прибави неговата интензивна публицистична дейност. Автор е на редица научнопопулярни и критични статии в специализирани издания, списания и вестници, в емисии на радиото и телевизията.

## Посмъртно признание
На 1  декември 2014 г. Националната художествена академия му присъжда посмъртно почетната титла „доктор хонорис кауза“.

## Свързани статии
- Промишлен дизайн